# Sosnycja
Sosnycja (ukrajinsky Сосниця, rusky Сосница – Sosnica) je sídlo městského typu v Černihivské oblasti na Ukrajině. K roku 2020 měla bezmála sedm tisíc obyvatel.

## Poloha a doprava
Sosnycja leží několik kilometrů severozápadně od ústí Sejmu do Desny v povodí Dněpru. Od Černihivu, správního střediska oblasti, je vzdálena přibližně osmdesát kilometrů východně.
Nejbližší železniční stanice je přibližně dvacet kilometrů západně v Meně na trati z Homelu do Bachmače.

## Dějiny
Obec, její jméno, je odvozeno od sosen, je poprvé zmíněna k roku 1234 v Ipatěvském spisu.
Status sídla městského typu má od roku 1924.

### Rodáci
- Mark Fjodorovič Poltorackij (1729–1795), ruský zpěvák a kapelník
- Oleksandr Petrovyč Dovženko (1894–1956), sovětský filmový režisér
- Rut Haktinová (1901–1991), izraelská politička